# Алексеевский район (Белгородская область)
Алексе́евский райо́н — административно-территориальная единица (район) в Белгородской области России. До 1954 года район входил в состав Воронежской области.
В рамках организации местного самоуправления в его границах находится муниципальное образование Алексе́евский городско́й о́круг, образованное вместо упразднённого одноимённого муниципального района (включая город Алексеевка).
Административный центр — город Алексеевка.

## География и климат
Территория Алексеевского района в существующих границах установлена Указом Президиума Верховного Совета РСФСР от 25 февраля 1991 года. Площадь Алексеевского района — 1765 км². Протяжённость границ с севера на юг составляет 68 км, с запада на восток — 42 км. Алексеевский район граничит с Вейделевским (протяжённость границ 36 км), Красненским (12 км), Красногвардейским (62 км), Ровеньским (25 км) районами Белгородской области и Каменским, Ольховатским, Острогожским районами Воронежской области (протяжённость границы — 134 км).

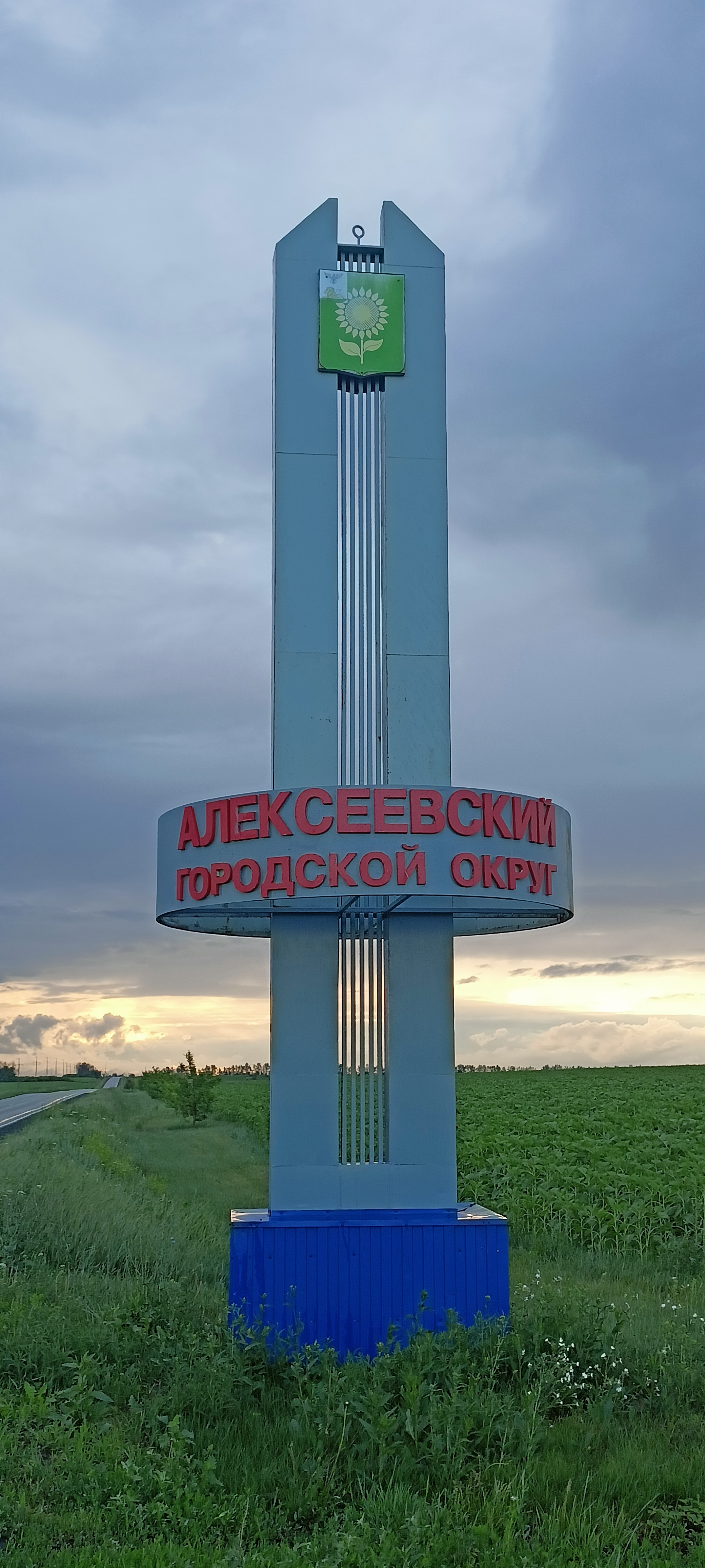

Основные реки — Тихая Сосна, Чёрная Калитва.
Алексеевский район находится в лесостепной зоне умеренного климата. Эта местность представлена плодородными чернозёмами, однако находится в зоне рискованного земледелия. Лето бывает засушливым, а зима бывает морозной, сказывается континентальность, перепад температур не менее 40 градусов. Тем не менее, климат позволяет выращивать такие теплолюбивые культуры, как подсолнечник и виноград. Алексеевка, как и прилегающая местность Русской (Восточноевропейской) равнины, находится на меловых горах, образовавшихся, по видимому, в мезозойскую эру. Перепад высот может составлять до 200 метров. Когда-то эта местность была затоплена полноводной, а ныне мелкой рекой Тихой Сосной, которая ещё при Петре Великом была судоходна. Горы богаты мелом, а на равнинной местности в изобилии выращивается подсолнечник, служащий сырьём для изобретенного здесь способа добычи подсолнечного масла. Также выращиваются и другие культуры, в частности, сахарная свёкла.

## История

### В Российской империи
Исторически территория современного Алексеевского района относилась к Усердскому, а с 1779 года к  Бирюченскому уезду Воронежской губернии (Воронежского наместничества с 1779 по 1796 год).
В 1905 году Бирюченский уезд разделяется на 23 волости, в числе которых Алексеевская, Алейниковская, Варваровская, Иващенковская, Ильинская, Луценковская, Матрёногезовская, Шелякинская, Щербаковская. Остальные территории сегодня входят в состав Валуйского, Красногвардейского и Острогожского районов.

### Советское время
19 марта 1918 года Бирюченский уезд был ликвидирован с перенесением уездного центра в слободу Алексеевку. Так решил уездный съезд Советов. 1 апреля 1918 года Бирюченский уезд переименован в Алексеевский.
4 января 1923 года Алексеевский уезд преобразован в волость Острогожского уезда Воронежской губернии, созданного Декретом ВЦИК «Об административном делении Воронежской губернии». Алексеевка была лишена статуса уездного центра и вновь стала слободой. 12 февраля 1923 года выпущен акт районной конференции представителей уездных и губернского исполнительных комитетов Советов рабочих, крестьянских и красноармейских депутатов, в котором уточнены внутренние границы уездов Воронежской губернии: к Острогожскому уезду присоединены Алексеевская, Алейниковская, Верхнепокровская, Верхососенская, Засосенская (позднее Буденовская), Иловская, Матреногезевская, Наголенская (позднее Щербаковская), Ольшанская волости Алексеевского уезда. В состав Россошанского уезда включены Харьковская, Шелякинская волости Алексеевского уезда. В Валуйский уезд переданы Веселовская (позднее Успенская), Волоконовская, Ливенская, Палатовская, Староивановская волости Алексеевского уезда.
В 1924 году вновь создан Алексеевский район в составе Острогожского уезда. Организационное оформление его состоялось 6 июля на районном съезде Советов. Район включал следующие волости: Матрёногезовскую, Алейниковскую, Иловскую, Щербаковскую, Воробьёвскую и Татариновскую (сейчас в Острогожском районе Воронежской области).
14 мая 1928 года Воронежская губерния была упразднена, её территория вошла в состав Центрально-Чернозёмной области вместе с бывшими Курской, Орловской и Тамбовской губерниями с центром в городе Воронеж.
Алексеевский район образован в июле 1928 года в составе Острогожского округа Центрально-Чернозёмной области.
13 июня 1934 года Алексеевский район вошёл в состав Воронежской области, вновь образованной Постановлением Президиума ВЦИК РСФСР.
В 1939 году слобода Алексеевка переименована в рабочий посёлок.
5 июля 1942 Алексеевкий район был оккупирован немецко-фашистскими войсками и их союзниками: частями 2-й венгерской армии. За день до этого район подвергся жестокой бомбардировке. Оккупанты сразу же создали в Алексеевке два концентрационных лагеря. За время оккупации повешено и расстреляно 100 местных жителей, 700 молодых людей угнано на работу в Германию.
19 января 1943 года Алексеевка была освобождена в ходе Острогожско-Россошанской операции РККА. Район освобождался сразу с двух направлений. С севера — силами 40-й армии Воронежского фронта под командованием генерал-майора артиллерии Москаленко. С юга, от Кантемировки, — силами 3-й танковой армии генерала Рыбалко. Поддержку операции с воздуха осуществляла 2-я воздушная армия. Окончательно сопротивление захватчиков удалось сломить и освободить район к 24 января 1943 г. В результате освободительных боёв были взяты в плен 4 630 вражеских солдат и офицеров, захвачено 700 автомашин, 300 повозок и 9 железнодорожных эшелонов.
13 мая 1944 года от имени тружеников района секретарь райкома ВКП(б) Ф. П. Колыхалов и председатель райисполкома П. В. Чернышев отправили телеграмму Государственному комитету обороны о внесении в фонд победы над фашистами 1 млн. 125 тысяч рублей для постройки танковой колонны «Алексеевский колхозник».
24 июня 1945 года в Москве на Красной площади в параде в честь Победы над Германией участвовали земляки, отличившиеся в боях: Николай Иванович Голубятников (Репенка), Михаил Владимирович Мысаков (Алексеевка), Филипп Кондратьевич Первых (Глуховка), Иван Яковлевич Сысоев (Иловка).
6 января 1954 года Алексеевский район был включен в состав новообразованной Белгородской области.
19 августа 1954 года рабочий посёлок Алексеевка получил статус города районного подчинения.
1 апреля 1961 года к Алексеевскому району были присоединены Варваровский, Ладомировский и Советский сельсоветы упразднённого Советского района.
1 февраля 1963 года в состав Алексеевского района вошла территория упразднённого Красненского района и часть территории упразднённого Красногвардейского района (в марте 1964 года Красногвардейский район был восстановлен), — таким образом был образован Алексеевский сельский (укрупненный) район. 1 февраля 1963 года город Алексеевка получил статус города областного подчинения. 25 февраля 1991 года Указом Верховного Совета РСФСР Красненский район был восстановлен.
Электрификация Алексеевского района
В Алексеевке первое электричество появилось в 20-е годы прошлого столетия. Дизельные генераторы вырабатывали электричество для освещения улиц, казённых зданий и жилых домов. В 1934 году в Алексеевке построили электростанцию мощностью 32 кВт. Она давала электричество типографии, кинотеатру и государственным учреждениям.
К 1960-м электричество пришло в сёла. Но пока это были лишь малые дизельные генераторы, вырабатывавшие минимум электроэнергии. И только в 1962 году началась сплошная электрификация Алексеевского района.
В сёлах эпоха электричества разделилась на два периода — колхозное и государственное. Так называемое государственное электричество, которое стали тянуть в сёла уже централизованно, появилось в Белгородской области в конце 1950-х — начале 60-х годов.
В ночь с 9 на 10 января 1985 года город и район подверглись воздействию природного стихийного бедствия — гололёдного шторма, обусловленного резким похолоданием и усилением ветра после зимней оттепели и ставшем причиной обледенения и обрыва множества линий электропередачи. К утру 10 января из строя вышли практически все питающие восток Белгородской области линии электропередачи. В темноту погрузились свыше 900 населённых пунктов, более 100 промышленных предприятий и строек оказались без энергии. На железной дороге замерли десятки пассажирских и грузовых поездов. Особенно ощутимый ущерб стихия нанесла сельскому хозяйству. Благодаря самоотверженному труду ремонтных бригад (в том числе из других областей) и слаженным действиям руководства города и района и производственных предприятий удалось восстановить электроснабжение в кратчайшие сроки: в ночь с 15 на 16 января 1985 года все потребители получили электрическую энергию по временным схемам, а 1 марта все ЛЭП были восстановлены полностью.

### В Российской Федерации
С 1 января 2006 года в соответствии с Законом Белгородской области от 20.12.2004 № 159 образовано единое муниципальное образование «Алексеевский район и город Алексеевка» со статусом муниципального района.
В муниципальный район «Алексеевский район и город Алексеевка» с 1 января 2006 года до 19 апреля 2018 года входило 21 муниципальное образование: 1 городское и 20 сельских поселений:
| №        | Муниципальное образование           | Админ. центр        | Количество населённых пунктов | Население | Площадь, км² |
| -------- | ----------------------------------- | ------------------- | ----------------------------- | --------- | ------------ |
| 1e-06    | Городское поселение:                |                     |                               |           |              |
| 1        | город Алексеевка                    | город Алексеевка    | 1                             | ↘38 329   | 124,52       |
| 1.000002 | Сельские поселения:                 |                     |                               |           |              |
| 2        | Алейниковское сельское поселение    | село Алейниково     | 4                             | ↘713      | 55,34        |
| 3        | Афанасьевское сельское поселение    | село Афанасьевка    | 1                             | ↘1106     | 43,53        |
| 4        | Варваровское сельское поселение     | село Варваровка     | 5                             | ↘1211     | 115,12       |
| 5        | Гарбузовское сельское поселение     | село Гарбузово      | 4                             | ↘1255     | 71,74        |
| 6        | Глуховское сельское поселение       | село Глуховка       | 2                             | ↘892      | 25,97        |
| 7        | Жуковское сельское поселение        | село Жуково         | 4                             | ↘658      | 80,65        |
| 8        | Иващенковское сельское поселение    | село Иващенково     | 8                             | ↘917      | 129,72       |
| 9        | Иловское сельское поселение         | село Иловка         | 1                             | ↘2868     | 71,83        |
| 10       | Ильинское сельское поселение        | село Ильинка        | 3                             | ↘1367     | 63,29        |
| 11       | Красненское сельское поселение      | село Красное        | 2                             | ↘764      | 90,32        |
| 12       | Кущинское сельское поселение        | село Кущино         | 6                             | ↘1489     | 84,21        |
| 13       | Луценковское сельское поселение     | село Луценково      | 4                             | ↘742      | 73,02        |
| 14       | Матреногезовское сельское поселение | село Матрёно-Гезово | 10                            | →1451     | 171,33       |
| 15       | Меняйловское сельское поселение     | село Меняйлово      | 7                             | ↘639      | 153,93       |
| 16       | Мухоудеровское сельское поселение   | село Мухоудеровка   | 4                             | ↘1887     | 102,32       |
| 17       | Подсередненское сельское поселение  | село Подсереднее    | 1                             | ↘1258     | 23,89        |
| 18       | Репенское сельское поселение        | село Репенка        | 2                             | ↘717      | 29,55        |
| 19       | Советское сельское поселение        | село Советское      | 7                             | ↘1342     | 107,56       |
| 20       | Хлевищенское сельское поселение     | село Хлевище        | 4                             | ↘756      | 48,81        |
| 21       | Хрещатовское сельское поселение     | хутор Хрещатый      | 10                            | ↘1009     | 98,43        |

В апреле 2018 года муниципальный район «Алексеевский район и город Алексеевка» и все входившие в него поселения были упразднены и объединены в одно единое муниципальное образование Алексеевский городской округ.
Алексеевский район как административно-территориальная единица сохраняет свой статус, наряду с городом областного значения Алексеевка. Соответствующие городскому и сельским поселениям муниципальные округа (административно-территориальные единицы муниципальных образований) не упразднены.
С 1 октября 2024 - Алексеевский муниципальный округ.

## Население
| 1959    | 1970    | 1979    | 1989    | 2002    | 2009    | 2010    | 2011    | 2012    |
| ------- | ------- | ------- | ------- | ------- | ------- | ------- | ------- | ------- |
| 57 011  | ↗70 666 | ↘55 430 | ↘45 304 | ↘27 493 | ↗64 736 | ↘64 451 | ↘64 393 | ↘63 957 |
| 2013    | 2014    | 2015    | 2016    | 2017    | 2018    | 2019    | 2020    | 2021    |
| ↘63 771 | ↘63 462 | ↘62 742 | ↘62 338 | ↘61 824 | ↘61 370 | ↘60 846 | ↘60 164 | ↘59 360 |

### Урбанизация
В городских условиях (город Алексеевка) проживают 61.62 % населения района (2021 год) .

### Национальный состав
По итогам переписи населения 2020 года проживали следующие национальности (национальности менее 0,1 % и другое, см. в сноске к строке «Другие»):
| Национальность | Численность, чел. | Доля     |
| -------------- | ----------------- | -------- |
| Русские        | 51 039            | 85,98 %  |
| Украинцы       | 266               | 0,45 %   |
| Турки          | 188               | 0,32 %   |
| Армяне         | 181               | 0,30 %   |
| Другие         | 7686              | 12,95 %  |
| Итого          | 59 360            | 100,00 % |

Религия
Алексеевский район относятся к канонической территории Валуйской епархии Белгородской митрополии Русской православной церкви.

## Населённые пункты
В Алексеевский район (городской округ) входят 90 населённых пунктов (1 город и 89 сельских населённых пунктов).
| №  | Населённый пункт  | Тип     | Население | бывшее муниципальное образование     |
| -- | ----------------- | ------- | --------- | ------------------------------------ |
| 1  | Алексеевка        | город   | ↘36 578   | городское поселение город Алексеевка |
| 2  | Алейниково        | село    | ↗490      | Алейниковское сельское поселение     |
| 3  | Алексеенково      | село    | ↘292      | Меняйловское сельское поселение      |
| 4  | Афанасьевка       | село    | ↘1156     | Афанасьевское сельское поселение     |
| 5  | Бабичев           | хутор   | ↘94       | Луценковское сельское поселение      |
| 6  | Батлуков          | хутор   | ↘19       | Матреногезовское сельское поселение  |
| 7  | Белозорово        | село    | →199      | Гарбузовское сельское поселение      |
| 8  | Бережной          | хутор   | ↘10       | Матреногезовское сельское поселение  |
| 9  | Берёзки           | хутор   | ↘174      | Иващенковское сельское поселение     |
| 10 | Березняги-Вторые  | хутор   | ↘0        | Хрещатовское сельское поселение      |
| 11 | Ближнее Чесночное | село    | ↘125      | Мухоудеровское сельское поселение    |
| 12 | Божково           | село    | ↘116      | Матреногезовское сельское поселение  |
| 13 | Бубликово         | село    | ↘266      | Жуковское сельское поселение         |
| 14 | Варваровка        | село    | ↘665      | Варваровское сельское поселение      |
| 15 | Васильченков      | хутор   | ↘5        | Иващенковское сельское поселение     |
| 16 | Власов            | хутор   | ↗173      | Хрещатовское сельское поселение      |
| 17 | Волков            | хутор   | →0        | Алейниковское сельское поселение     |
| 18 | Воробьёво         | село    | ↘179      | Матреногезовское сельское поселение  |
| 19 | Гарбузово         | село    | ↗665      | Гарбузовское сельское поселение      |
| 20 | Гезов             | хутор   | ↗305      | Кущинское сельское поселение         |
| 21 | Геращенково       | посёлок | ↗108      | Советское сельское поселение         |
| 22 | Глуховка          | село    | ↗939      | Глуховское сельское поселение        |
| 23 | Голубинский       | посёлок | ↘16       | Красненское сельское поселение       |
| 24 | Городище          | хутор   | ↗56       | Глуховское сельское поселение        |
| 25 | Гречаников        | хутор   | ↘12       | Хлевищенское сельское поселение      |
| 26 | Дальнее Чесночное | село    | ↘131      | Мухоудеровское сельское поселение    |
| 27 | Дудчин            | хутор   | ↘5        | Меняйловское сельское поселение      |
| 28 | Жуково            | село    | ↘327      | Жуковское сельское поселение         |
| 29 | Запольное         | село    | ↘108      | Советское сельское поселение         |
| 30 | Зварыкино         | село    | ↘36       | Хрещатовское сельское поселение      |
| 31 | Иващенково        | село    | ↘352      | Иващенковское сельское поселение     |
| 32 | Игнатов           | хутор   | ↗55       | Ильинское сельское поселение         |
| 33 | Иловка            | село    | ↘2922     | Иловское сельское поселение          |
| 34 | Ильинка           | село    | ↘1308     | Ильинское сельское поселение         |
| 35 | Калитва           | село    | ↘287      | Варваровское сельское поселение      |
| 36 | Камышеватое       | село    | ↘283      | Хрещатовское сельское поселение      |
| 37 | Кириченков        | хутор   | ↘85       | Матреногезовское сельское поселение  |
| 38 | Климов            | хутор   | ↘23       | Хрещатовское сельское поселение      |
| 39 | Ковалево          | село    | ↗338      | Гарбузовское сельское поселение      |
| 40 | Колтуновка        | село    | ↘388      | Мухоудеровское сельское поселение    |
| 41 | Копанец           | хутор   | ↘190      | Луценковское сельское поселение      |
| 42 | Красное           | село    | ↘904      | Красненское сельское поселение       |
| 43 | Кукаречин         | хутор   | →0        | Луценковское сельское поселение      |
| 44 | Кулешов           | хутор   | ↘5        | Матреногезовское сельское поселение  |
| 45 | Куприянов         | хутор   | ↘68       | Хлевищенское сельское поселение      |
| 46 | Кущино            | село    | ↘569      | Кущинское сельское поселение         |
| 47 | Лесиковка         | посёлок | ↘28       | Советское сельское поселение         |
| 48 | Луценково         | село    | ↘580      | Луценковское сельское поселение      |
| 49 | Матрёно-Гезово    | село    | ↘882      | Матреногезовское сельское поселение  |
| 50 | Меняйлово         | село    | ↘424      | Меняйловское сельское поселение      |
| 51 | Мухоудеровка      | село    | ↗1326     | Мухоудеровское сельское поселение    |
| 52 | Надеждовка        | село    | ↘1        | Иващенковское сельское поселение     |
| 53 | Неменущий         | хутор   | ↘147      | Матреногезовское сельское поселение  |
| 54 | Николаевка        | село    | ↘119      | Варваровское сельское поселение      |
| 55 | Николаевка        | посёлок | ↘25       | Советское сельское поселение         |
| 56 | Новосёловка       | хутор   | ↘42       | Алейниковское сельское поселение     |
| 57 | Орлов             | хутор   | ↘7        | Кущинское сельское поселение         |
| 58 | Осадчее           | село    | ↘234      | Варваровское сельское поселение      |
| 59 | Осьмаков          | хутор   | ↘154      | Иващенковское сельское поселение     |
| 60 | Папушин           | хутор   | ↘50       | Хрещатовское сельское поселение      |
| 61 | Пирогово          | село    | ↘189      | Иващенковское сельское поселение     |
| 62 | Подсереднее       | село    | ↘1284     | Подсередненское сельское поселение   |
| 63 | Покладов          | хутор   | ↗83       | Гарбузовское сельское поселение      |
| 64 | Попов             | хутор   | ↘3        | Хрещатовское сельское поселение      |
| 65 | Пышнограев        | хутор   | ↘8        | Меняйловское сельское поселение      |
| 66 | Редкодуб          | хутор   | ↘33       | Иващенковское сельское поселение     |
| 67 | Резников          | хутор   | ↘1        | Матреногезовское сельское поселение  |
| 68 | Репенка           | село    | ↘572      | Репенское сельское поселение         |
| 69 | Рыбалкин          | хутор   | ↘114      | Жуковское сельское поселение         |
| 70 | Сероштанов        | хутор   | ↘7        | Меняйловское сельское поселение      |
| 71 | Сидоркин          | хутор   | ↘96       | Ильинское сельское поселение         |
| 72 | Славгородское     | село    | ↘276      | Алейниковское сельское поселение     |
| 73 | Советское         | село    | ↘1006     | Советское сельское поселение         |
| 74 | Соломахин         | хутор   | ↘9        | Хлевищенское сельское поселение      |
| 75 | Станичное         | село    | ↘217      | Хрещатовское сельское поселение      |
| 76 | Студеный Колодец  | село    | ↘211      | Репенское сельское поселение         |
| 77 | Сыроватский       | хутор   | ↘15       | Хрещатовское сельское поселение      |
| 78 | Тараканов         | хутор   | ↘33       | Меняйловское сельское поселение      |
| 79 | Теплинка          | село    | →213      | Кущинское сельское поселение         |
| 80 | Тютюниково        | село    | ↘297      | Иващенковское сельское поселение     |
| 81 | Хлевище           | село    | ↘748      | Хлевищенское сельское поселение      |
| 82 | Хмызовка          | посёлок | ↗132      | Советское сельское поселение         |
| 83 | Хрещатый          | хутор   | ↘305      | Хрещатовское сельское поселение      |
| 84 | Черепов           | хутор   | ↘100      | Жуковское сельское поселение         |
| 85 | Чупринино         | село    | ↘126      | Варваровское сельское поселение      |
| 86 | Шапорево          | село    | ↘42       | Советское сельское поселение         |
| 87 | Шапошников        | хутор   | ↘14       | Меняйловское сельское поселение      |
| 88 | Шелушин           | хутор   | ↗83       | Кущинское сельское поселение         |
| 89 | Шкуропатов        | хутор   | ↘88       | Матреногезовское сельское поселение  |
| 90 | Щербаково         | село    | ↗413      | Кущинское сельское поселение         |

## Культура
Культура района является причудливым переплетением великороссийской и малороссийской. До сих пор на территории района, особенно к югу, можно услышать украинские слобожанские го́воры, даже в речи молодого поколения слышна мелодика украинского языка. Соответственно, даже в северных великорусских селах района употребляются «хохлацкие» слова «хата», «копанка» (колодец для пролива) и прочие.  В северной части района также характерны специфические русские диалекты (так называемые воронежские го́воры), которые в настоящее время довольно устойчивы и сохраняются как нормально функционирующие системы.
Алексеевкий район известен своими давними культурными традициями. В районе всегда действовало множество музыкальных, хоровых, танцевальных, художественных коллективов, представляющих очень широкий спектр культурной жизни.
«Удеровский листопад» — так называется литературный праздник, который ежегодно в октябре проводится в городе Алексеевке и в соседнем с. Мухо-Удеровке. Торжества приурочиваются ко дню рождения известного поэта, философа и общественного деятеля Николая Владимировича Станкевича.
Заслуженную известность далеко за пределами района имеет фольклорный коллектив (народный хор) села Подсереднее, песни которого не раз издавались на грампластинках. Дискография хора:
- «На Середенской улице» (1986 год);
- «Голоса уходящего века - Белгородское село Подсереднее» (2011);
- «"Звени звени, подсолнечная песня" - поют народные исполнители Алексеевского района»;
- «"Хороша наша деревня" - поют народные исполнители Алексеевского района».

Образование в сфере искусств в районе проводит Муниципальная бюджетная организация дополнительного образования «Школа искусств» Алексеевского района, в состав которой помимо основного отделения в г. Алексеевке также входят:
- Детская музыкальная школа с. Иловка;
- Детская музыкальная школа с. Советское;
- Детская школа искусств с. Щербаково.

Во всех сельских поселениях района действуют культурные центры/клубы/дома культуры, работают сельские библиотеки, проводятся конкурсы, выставки и др. культурные мероприятия.

### Библиотеки района
Помимо библиотек в городе Алексеевке в районе действуют:
— Модельные библиотеки:
- Алейниковская модельная библиотека
- Белозоровская модельная библиотека
- Варваровская модельная библиотека
- Гарбузовская модельная библиотека
- Глуховская модельная библиотека
- Жуковская модельная библиотека
- Иловская модельная библиотека
- Колтуновская модельная библиотека
- Красненская модельная библиотека
- Луценковская модельная библиотека
- Матрёногезовская модельная библиотека
- Меняйловская модельная библиотека
- Мухоудеровская модельная библиотека
- Николаевская модельная библиотека
- Подсередненская модельная библиотека
- Репенская модельная библиотека
- Советская модельная библиотека
- Хлевищенская модельная библиотека
- Хрещатовская модельная библиотека
- Щербаковская модельная библиотека

— Сельские библиотеки:
- Афанасьевская сельская библиотека
- Божковская сельская библиотека
- Иващенковская сельская библиотека
- Ильинская сельская библиотека
- Камышеватовская сельская библиотека
- Тютюниковская сельская библиотека

## Образование
Помимо образовательных учреждений города Алексеевки в сфере образования в районе действуют:
- Основные общеобразовательные школы:
  - МБОУ «Алейниковская основная общеобразовательная школа» в с. Алейниково.
  - МБОУ «Белозоровская основная общеобразовательная школа» в с. Белозорово.
  - МБОУ «Божковская основная общеобразовательная школа» в с. Божково.
  - МБОУ «Иващенковская основная общеобразовательная школа» в с. Иващенково.
  - МБОУ «Меняйловская основная общеобразовательная школа» в с. Меняйлово.
  - МБОУ «Николаевская основная общеобразовательная школа» в с. Калитва.
  - МБОУ «Тютюниковская основная общеобразовательная школа» в с. Тютюниково.
  - МБОУ «Хрещатовская основная общеобразовательная школа» в х. Хрещатый.
- Средние общеобразовательные школы:
  - МБОУ «Афанасьевская средняя общеобразовательная школа» в с. Афанасьевка.
  - МБОУ «Варваровская средняя общеобразовательная школа» в с. Варваровка.
  - МБОУ «Гарбузовская средняя общеобразовательная школа» в с. Гарбузово.
  - МБОУ «Глуховская средняя общеобразовательная школа» в с. Глуховка.
  - МБОУ «Жуковская средняя общеобразовательная школа» в с. Жуково.
  - МБОУ «Иловская средняя общеобразовательная школа им. Героя России В. Бурцева» в с. Иловка.
  - МБОУ «Ильинская средняя общеобразовательная школа» в с. Ильинка.
  - МБОУ «Красненская средняя общеобразовательная школа» в с. Красное.
  - МБОУ «Луценковская средняя общеобразовательная школа» в с. Луценково.
  - МБОУ «Матреногезовская средняя общеобразовательная школа» в с. Матрёно-Гезово.
  - МБОУ «Мухоудеровская средняя общеобразовательная школа» в с. Мухоудеровка.
  - МБОУ «Подсередненская средняя общеобразовательная школа» в с. Подсереднее.
  - МБОУ «Репенская средняя общеобразовательная школа» в с. Репенка.
  - МБОУ «Советская средняя общеобразовательная школа» в с. Советское.
  - МБОУ «Хлевищенская средняя общеобразовательная школа» в с. Хлевище.
  - МБОУ «Щербаковская средняя общеобразовательная школа» в с. Щербаково и с. Теплинка.

## Экономика
Объём отгруженных товаров собственного производства, выполнено работ и услуг собственными силами по обрабатывающим производствам за 2014 год — 35,2 млрд руб.
- СССПоК «Алексеевское Молоко»[39]
- СССПоК «Агротехнопарк Алексеевский»[39]
- СССПоК «Алексеевские Семейные фермы»[39]
- СССПоК «Алексеевские Утиные фермы»[39]

## Транспорт
Алексеевский район с запада на восток пересекает железнодорожная магистраль «Валуйки—Лиски» ЮВЖД. Станции ЮВЖД в Алексеевском районе: «Хлевище» - «Олегово» - «71 км» (останов. платф.) - «Путейская» - «Алексеевка» – «Мотома» - «94 км» (останов. платф.).
С запада на юг района проходит автомобильная дорога общего пользования регионального значения «Белгород – Павловск». Учётный номер (код дороги) 14К-1 (прежний учётный номер Р-185). Автомобильная дорога I—III категории с асфальтобетонным покрытием, выходит на федеральные трассы М2 «Крым» и М4 «Дон».
С юго-запада на север района через Алексеевку проходит автомобильная дорога общего пользования регионального значения «Валуйки – Алексеевка – Красное (Никитовка – Алексеевка – Красное)». Учётный номер (код дороги) 14К-10. Автомобильная дорога III-IV категории с асфальтобетонным покрытием.
Пригородные автобусные маршруты обеспечивают пассажирские перевозки между г. Алексеевка и населёнными пунктами Алексеевского района: Алексеенково, Афанасьевка, Батлуки, Бубликово, Иловка, Ильинка, Колтуновка, Луценково, Подсереднее, Сероштаново, Советское, Студёный Колодец, Тютюниково.

## Достопримечательности

### Памятники архитектуры
- Трактир торговца Крикловинского, построен в 1880—1891 годах в г. Алексеевке.
- Дом владельца маслобойного завода Ковалёва, построен в 1890 году в г. Алексеевке.
- Дом семьи Бокаревых с магазином, построен в 1890 году в г. Алексеевке.
- Дом крупного торговца Мирошникова, построен в 1865 году в г. Алексеевке.
- Дом крупного лесоторговца Санжерова, построен в 1890 году в г. Алексеевке.
- Купеческий клуб семьи Бокаревых, построен в 1895 году в г. Алексеевке.
- Дом семьи Бокаревых с магазином, построен в 1890 году в г. Алексеевке.
- Купеческий особняк братьев Любивых, построен в 1895 году в г. Алексеевке.
- Бывший дом Розума в г. Алексеевке.
- Дом Ткачёвых, построен в 1898 году в г. Алексеевке.
- Ветряная мельница в с. Меняйлово.

### Памятники и мемориалы
Помимо памятников и мемориалов, расположенных в Алексеевке, в районе находятся:
- Братская могила советских воинов, погибших в боях с фашистскими захватчиками в 1943 году. Расположена в с. Афанасьевка.
- Братская могила советских воинов, погибших в боях с фашистскими захватчиками в 1943 году. Расположена в с. Репенка.
- Памятник 73-м воинам-землякам, не вернувшимся с фронтов войны. Установлен в с. Глуховка.
- Братская могила советских воинов, погибших в боях с фашистскими захватчиками, где похоронен Герой Советского Союза лейтенант Панин Борис Владимирович. Расположена в с. Иловка.
- Братская могила 640 советских воинов, погибших в боях с фашистскими захватчиками в 1943 году. Расположена в с. Подсереднее.
- Памятное место завершения Острогожско-Россошанской операции в годы Великой Отечественной войны. Объект культурного наследия регионального значения. Обелиск расположен при въезде в село Подсереднее, в 500 метрах от села, у автодороги регионального значения Белгородской области Иловка – Казацкое (Иловка – Стрелецкое). Памятник открыт в 1974 году.
- Братская могила советских воинов, погибших в боях с фашистскими захватчиками в 1943 году. Расположена в с. Ильинка.
- Братская могила советских воинов, погибших в боях с фашистскими захватчиками в 1943 году. Расположена в с. Колтуновка.
- Братская могила советских воинов погибших в боях с фашистскими захватчиками в 1943 году. Расположена в с. Мухоудеровка.
- Братская могила 2-х советских воинов, погибших в боях с фашистскими захватчиками. Расположена в с. Матрёно-Гезово.
- Братская могила 224 советских воинов, погибших в боях с фашистскими захватчиками. Расположена в с. Иващенково.
- Памятник 178-ми советских воинов, погибших в боях с фашистскими захватчиками. Расположена в с. Тютюниково.
- Братская могила советских воинов, погибших в боях с фашистскими захватчиками в 1943 году. Расположена в с. Луценково.
- Памятник советским воинам-землякам, не вернувшимся с войны. Установлен в с. Алейниково.
- Братская могила советских воинов, погибших в боях с фашистскими захватчиками в 1943 году. Расположена в с. Меняйлово.
- Братская могила советских воинов погибших в боях с фашистскими захватчиками в 1943 году. Расположена в с. Щербаково Кущинского сельского поселения.
- Братская могила советских воинов погибших в боях с фашистскими захватчиками в 1942 году. Расположена в с. Теплинка Кущинского сельского поселения.
- Братская могила советских воинов, погибших в боях с фашистскими захватчиками в 1943 году. Расположена в с. Хлевище.
- Памятник 128-и советских воинов, погибших в боях с фашистскими захватчиками. Установлен в с. Хрещатое.
- Братская могила советских воинов, погибших в боях с фашистскими захватчиками в 1943 году. Расположена в с. Камышеватое Хрещатовского сельского поселения.
- Братская могила советских воинов, погибших в боях с фашистскими захватчиками в 1943 году. Расположена в с. Жуково.
- Братская могила советских воинов, погибших в боях с фашистскими захватчиками в 1943 году. Расположена в с. Гарбузово.
- Братская могила советских воинов, погибших в боях с фашистскими захватчиками. Расположена в с. Ковалёво Гарбузовского сельского поселения.
- Памятник 139 воинам, не вернувшимся с фронтов Великой Отечественной войны. Установлен в с. Варваровка.
- Могила неизвестного солдата, погибшего в бою с фашистскими захватчиками. Расположена в с. Красное.
- Братская могила 286 советских воинов, погибших в боях с фашистскими захватчиками. Расположена в с. Советское.
- Памятный знак на месте последнего боя Марьевского комсомольского истребительного отряда, установлен в 2-х км к северо-западу от села Советское у дороги Россошь-Алексеевка на холме, у подножия которого погибли последние бойцы отряда.

### Особо охраняемые природные территории и Памятники природы
Помимо ООПТ и памятников природы, расположенных в Алексеевке, в районе находятся:
- Бывшее имение  Станкевича (площадью 4,0 га) в районе с. Мухоудеровка. В 1995 году парку усадьбы «Удеревка» присвоен статус ООПТ регионального значения. 50°42,50′ с. ш. 38°50,90′ в. д.HGЯO
- Родник у "Панского моста" в пойме  р. Тихая Сосна. ООПТ регионального значения, общая площадь – 0,7 га. 50°42,33′ с. ш. 38°51,15′ в. д.HGЯO
- Родник "Священный". ООПТ регионального значения, расположен юго-восточнее села Калитва, западнее поселка Геращенково, в пойме реки Черная Калитва. 50°19,22′ с. ш. 38°57,46′ в. д.HGЯO
- Родник в урочище "Караешник". Охраняемый родник «Караешник» расположен северо-восточнее села Афанасьевка, в средней части склона балки. 50°48,53′ с. ш. 38°37,42′ в. д.HGЯO
- Участок Крымской сосны у села Новоселовка. Общая площадь - 8 га. 50°27,70′ с. ш. 38°52,70′ в. д.HGЯO
- Урочище Попов лес. Расположено в окрестности с. Меняйлово. Ботанический заказник (общая площадь 8,0 га), ООПТ регионального значения, в котором охраняются редкие виды растений 50°32,90′ с. ш. 38°43,10′ в. д.HGЯO
- Участок нетронутой степи. Расположен у с. Варваровка. Ботанический заказник, ООПТ регионального значения. Общая площадь 348 га. 50°22′ с. ш. 38°54,10′ в. д.HGЯO
- Участок красной лозы. Расположен у с. Калитва. Ботанический заказник, ООПТ регионального значения. Общая площадь 5 га. 50°20,50′ с. ш. 38°56,70′ в. д.HGЯO
- Гидрологический заказник – Болото «Зимник». Расположен у с. Мухоудеровка. ООПТ регионального значения. Общая площадь около 100 га. 50°41′ с. ш. 38°52′ в. д.HGЯO
- Водоохранная зона реки Тихая Сосна у с. Мухоудеровка. ООПТ, гидрологический заказник регионального значения. Общая площадь 72 га, протяженность составляет 12 км по пойме, водоохранная зона реки установлена в размере 30 метров в обе стороны от уреза воды.
- Водоохранная зона реки Тихая Сосна у с. Ильинка. ООПТ, гидрологический заказник регионального значения. Общая площадь 30 га, протяженность составляет 5 км по пойме, водоохранная зона реки установлена в размере 30 метров в обе стороны от уреза воды.

## Известные люди
Бокарев, Даниил Семёнович (около 1789 - ?)— первооткрыватель способа получения подсолнечного масла.
 Кириленко, Андрей Павлович (1906 - 1990) — советский партийный деятель, дважды Герой Социалистического Труда, член Политбюро ЦК КПСС, секретарь ЦК КПСС.
Никитенко, Александр Васильевич (1804 - 1877) — историк литературы, цензор, профессор Санкт-Петербургского университета, действительный член Академии наук.
Станкевич, Николай Владимирович (1813 - 1840) — общественный деятель, философ, поэт.
Дерожинский, Валериан Филиппович (1826 - 1877) — генерал-майор, герой сражения на Шипке в 1877 году.
Усатов, Дмитрий Андреевич (1847 - 1913) — русский оперный певец (тенор), артист Большого театра, педагог, первый учитель Ф.И. Шаляпина.
Старостенко, Пётр Захарович (1850 - ?) — депутат Государственной думы Российской империи III созыва от Воронежской губернии, крестьянин.
Пушкарский, Иван Яковлевич (1857 - ?) — депутат Государственной думы Российской империи I созыва от Воронежской губернии, крестьянин.
Ольминский, Михаил Степанович (1863 - 1933) — деятель революционного (народовольческого и большевистского) движения в России, публицист, историк, литературный критик, литературовед и историк литературы. Дом-музей М.С. Ольминского находится в с. Подсереднее Алексеевского района.
Коваленко, Алексей Кузьмич (1880 — 1927) — украинский поэт, переводчик, издатель.
Астанин, Андрей Никитович (1897 — 1960) — советский военный деятель, Генерал-лейтенант (1943 год).
 Головачёв, Александр Алексеевич (1909 — 1945) — командир 23-й гвардейской мотострелковой бригады 7-го гвардейского танкового корпуса 3-й гвардейской танковой армии, дважды Герой Советского Союза, гвардии полковник, участвовал в освобождении Алексеевки и района в ходе Острогожско-Россошанской операции.
 Кривошеин, Семён Моисеевич (1899 - 1978) — советский военачальник, генерал-лейтенант танковых войск, Герой Советского Союза (1945), почётный гражданин Алексеевского района и г. Алексеевки (1975).
 Кришталь, Арсентий Елисеевич (1913 - 1977) — танкист, старшина РККА, Герой Советского Союза (1943), отличившийся при освобождении Алексеевки и района в ходе Острогожско-Россошанской операции, почётный гражданин Алексеевского района и г. Алексеевки (1973).
 Панин, Борис Владимирович (1920 — 1943) — военный лётчик, гвардии лейтенант, Герой Советского Союза (1943, посмертно).
 Пьянков, Николай Алексеевич (1922 - 1999) — участник Великой Отечественной войны, майор, Герой Советского Союза (1945).
 Рубан, Николай Афанасьевич (1923 — 1944) — танкист, старший лейтенант, Герой Советского Союза (1945, посмертно).
 Собина, Василий Васильевич (1923 — 1944) — военный лётчик, лейтенант, Герой Советского Союза (1944, посмертно).
 Шапошников, Матвей Кузьмич (1906 — 1994) — советский военачальник, генерал-лейтенант, Герой Советского Союза (1944).
 Сорока, Иван Николаевич (1916 — 1988) — командир дивизиона 161-го гвардейского отдельного артиллерийского полка 7-й гвардейской армии Степного фронта, гвардии капитан, Герой Советского Союза, родился в с. Красное.
 Лапин, Роман Никифорович (1903 — 1991) — подполковник Советской Армии, участник Великой Отечественной войны, Герой Советского Союза (1945), родился в с. Варваровка.
 Смурыгин, Афанасий Михайлович (1903 — 1967) — передовик советского сельского хозяйства, Герой Социалистического Труда (1948), родился в с. Глуховка.
 Брянцев, Егор Павлович (1909 — 1982) — полный кавалер Ордена Славы, родился в с. Репенка.
 Первых, Тихон Афанасьевич (1910 - 1979) — передовик советского сельского хозяйства, Герой Социалистического Труда (1948), родился в с. Глуховка.
 Ярцев, Максим Михайлович (1914 — 1948) — передовик советского сельского хозяйства, Герой Социалистического Труда (1948), родился в с. Подсереднее.
 Смурыгин, Николай Васильевич (1915 — 1953) — передовик советского сельского хозяйства, Герой Социалистического Труда (1948), родился в с. Глуховка.
Смурыгин, Митрофан Андреевич (1919 — 1992) — учёный в области кормопроизводства, член-корреспондент ВАСХНИЛ (1982), родился в с. Иловка.
Харитонов, Николай Максимович (1924 — 2010) — ветеран войны и труда, председатель исполкома Алексеевского районного Совета народных депутатов (1963—1973), директор городской средней школы №1 (1974—1994). Удостоен орденов и медалей. Почётный гражданин Алексеевского района и г. Алексеевки (1997).
 Ивахнова, Мария Тимофеевна (1924 — ?) — передовик советского сельского хозяйства, Герой Социалистического Труда (1951), родилась в хут. Копанец.
 Петренко, Екатерина Семеновна (1927 — 1981) — передовик советского сельского хозяйства, Герой Социалистического Труда (1950), родилась в хут. Редкодуб.
 Осьмак, Татьяна Яковлевна (1927 — 1991) — передовик советского сельского хозяйства, Герой Социалистического Труда (1966), родилась в хут. Осьмаков.
 Димова (Шапошникова), Анна Васильевна (1928 - 2010) — передовик советского сельского хозяйства, Герой Социалистического Труда (1950), родилась в хут. Шапошников.
 Пяташова, Наталья Романовна (1929 — 1970) — передовик советского сельского хозяйства, Герой Социалистического Труда (1958), родилась в хут. Гезов.
Ковтунов, Александр Васильевич (1933 — 2009) — советский и российский военный и политический деятель, генерал-полковник, кандидат военных наук, родился в с. Луценково.
 Самофал, Николай Ефимович (1934 — 1986) — передовик советского сельского хозяйства, Герой Социалистического Труда (1971), родился в хут. Неменущий.
 Порохня, Евдокия Максимовна (1941) — передовик советского сельского хозяйства, Герой Социалистического Труда (1973), родилась в с. Вербное, работала в с. Глуховка.
 Бурцев, Владимир Васильевич (1957 — 2000) — полковник милиции, Герой Российской Федерации (1997), родился в с. Луценково.